# 18113 Бібрінґ
18113 Бібрінґ (18113 Bibring) — астероїд головного поясу, відкритий 5 липня 2000 року.
Тіссеранів параметр щодо Юпітера — 3,585.